# Homalopoma paucicostatum
Homalopoma paucicostatum är en snäckart som först beskrevs av Dall 1871.  Homalopoma paucicostatum ingår i släktet Homalopoma och familjen turbinsnäckor. Inga underarter finns listade i Catalogue of Life.